# Zhang Hanzhi
Zhang Hanzhi — 章含之 en xinès; Zhāng Hánzhī en pinyin— (Xangai, 14 de juliol de 1935 - Beijing, 26 de gener de 2008) fou una traductora, diplomàtica i escriptora xinesa.
Essent una filla il·legítima, va ser adoptada per l'intel·lectual Zhang Shizhao, La seva família es va traslladar a Beijing l'any 1949. Es va graduar a la Universitat d'Estudis Estrangers de la capital. Ben aviat va ser la professora d'anglès de Mao Zedong i inicià la seva carrera diplomàtica. El 1971 va formar part de la delegació xinesa encarregada d'obtenir la representació de la República Popular de la Xina a les Nacions Unides, Va tenir una actuació destacada en reunions d'alt nivell i col·laborà activament en la política d'apertura al món del seu país.
A la dècada de 1970 es va divorciar del seu marit Hong Junyan i es va casar amb Qiao Guanhua, que arribaria a ser ministre d'Afers Exteriors. La seva filla és Hong Huang (també coneguda com a Huang Hung), que ha produït i protagonitzat una pel·lícula, Perpetual Motion, on Hanzhi va fer un petit paper.
És autora d'unes memòries que van ser un best-seller. Es va fer famosa arran de fer d'interpret en la històrica visita a Beijing del president Richard Nixon el 1972.